# Homolepis aturensis
Homolepis aturensis är en gräsart som först beskrevs av Carl Sigismund Kunth, och fick sitt nu gällande namn av Mary Agnes Chase. Homolepis aturensis ingår i släktet Homolepis och familjen gräs. Inga underarter finns listade i Catalogue of Life.